# Stopplaats De Haak
Stopplaats De Haak (telegrafische code: hak) is een voormalig stopplaats aan de Nederlandse spoorlijn Schiedam - Hoek van Holland, destijds aangelegd en geëxploiteerd door de Hollandsche IJzeren Spoorweg-Maatschappij. De stopplaats lag ten zuidoosten van het dorp Hoek van Holland. Aan de spoorlijn werd de stopplaats voorafgegaan door stopplaats Poortershaven en gevolgd door stopplaats Nieuwlandsche Polder. Stopplaats De Haak werd geopend op 1 oktober 1904 en gesloten op 5 juni 1925. Bij de stopplaats was een wachthuisje aanwezig met het nummer 19. Daarnaast was er een exportslachthuis bij de stopplaats aanwezig.
0: Schiedam Centrum ·
2:  -Nieuwland ·
4: Vlaardingen Oost ·
6:  -Centrum ·
8:  -West ·
12: Maassluis ·
14:  -West ·
16: Poortershaven ·
19: De Haak ·
21: Nieuwlandsche Polder ·
23: Hoek van Holland Haven ·
24:  -Strand